# FILM KILLER STREET (Director's Cut) & LIVE at TOKYO DOME
『FILM KILLER STREET (Director's Cut) & LIVE at TOKYO DOME』（フィルム・キラーストリート (ディレクターズカット) アンド・ライブ ・アット・トウキョウドーム）は、サザンオールスターズのライブ・ビデオ。2006年3月15日にDVDで発売。発売元はタイシタレーベル / ビクターエンタテインメント。

## 背景
本作は、アルバム『キラーストリート』のレコーディングドキュメントや、2005年の年末に行われた年越しライブ「SOUTHERN ALL STARS Live Tour 2005 みんなが好きです!」のリハーサルや実際のライブ映像を収録している。
Disc1・2は『キラーストリート』のレコーディングの際の映像や年越しライブの舞台の裏側の映像を収録している。Disc3・4には、東京ドーム公演の最終日の2005年12月4日の映像を収録している。

## チャート成績
2006年3月27日付のオリコン週間DVDランキングで1位を獲得した。自身の映像作品の首位は1993年に発売された『歌う日本シリーズ1992〜1993』以来約12年11か月ぶりの獲得となった。

## 収録曲
- 公式サイトの収録曲に従って記載する[5]
- ☆がある楽曲はアルバム『キラーストリート』の収録曲。

### Disc1
- OPENING
- レコーディング@ビクタースタジオ1
- ツアーリハーサル1
- 広島厚生年金会館
- 愛媛県県民文化会館
- 新潟県民会館
- 青森市文化会館
- レコーディング合宿@鎌倉
- レコーディング@ビクタースタジオ2
- ツアーリハーサル2

### Disc2
- 『キラーストリート』タイトル発表 テレビCM
- 青森市文化会館
- 仙台 グランディ・21 宮城県総合体育館
- ナゴヤドーム～ツアーリハーサル3～ナゴヤドーム
- 福岡 Yahoo! JAPAN ドーム
- 東京ドーム
- 大阪ドーム
- 札幌ドーム/ 横浜アリーナ
- レコーディング@ビクタースタジオ3
- ENDING

### Disc3
1. OPENING
2. Big Star Blues (ビッグスターの悲劇)
3. MY FOREPLAY MUSIC
4. 希望の轍
5. 神の島遥か国☆
6. セイシェル ～海の聖者～☆
7. 愛と死の輪舞(ロンド)☆
8. JUMP☆
9. 愛と欲望の日々☆
10. 別離☆
11. ごめんよ僕が馬鹿だった☆
12. リボンの騎士☆
13. YOU
14. 海
15. 栞のテーマ
16. Bye Bye My Love (U are the one)
17. からっぽのブルース☆
18. 恋するレスポール☆
19. 夢と魔法の国☆
20. キラーストリート☆
21. 限りなき永遠の愛☆

### Disc4
1. ロックンロール・スーパーマン ～Rock'n Roll Superman～☆
2. ミス・ブランニュー・デイ (Miss Brand -New Day)
3. マチルダBABY
4. イエローマン 〜星の王子様〜
5. BOHBO No.5☆

ENCORE
1. 勝手にシンドバッド
演奏前に桑田がEm、D、Cのコードを弾き、ボケるギャグを行う。この時に作られた曲のコード進行とメロディはのちに「太陽に吠える!!」のイントロに使用された[6]。
2. TSUNAMI
3. LOVE AFFAIR 〜秘密のデート
4. 心を込めて花束を
5. ENDING